# Пахман, Семён Викентьевич
Семён Викентьевич Пахман (1825—1910) — русский юрист-цивилист, сенатор; заслуженный профессор; тайный советник.

## Биография
Родился в Одессе 27 апреля (9 мая) 1825 года. Его отец, Пахман, Викентий Филиппович в то время был преподавателем Ришельевского лицея.
Учился сначала в гимназии при лицее, затем на юридическом отделении лицея (1840—1843) и в Московском университете (1843—1845), который окончил со степенью кандидата прав. С 28 мая 1846 года — старший учитель Тульской гимназии — «для чтения лекций правоведения и практического судопроизводства в гимназии и публичных лекций правоведения для гг. чиновников г. Тулы». В 1848 году вернулся в Одессу, где стал адъюнктом по кафедре энциклопедии и истории правоведения в Ришельевском лицее. Младший брат Семёна Викентьевича (предположительно) Владимир Викентьевич Пахман (1848—1933), был эксцентричным пианистом-виртуозом, большую часть жизни прожившим в Европе, чья биография известна лишь по иностранным источникам.
В 1851 году, после сдачи в Московском университете экзамена на степень магистра гражданского права, он защитил магистерскую диссертацию «О судебных доказательствах по древнему русскому праву, преимущественно гражданскому, в историческом их развитии» (Москва, 1851) и был приглашён Д. И. Мейером на кафедру законов государственного благоустройства (полицейского права) Казанского университета. В 1852 году он получил степень доктора юридических наук за сочинение (оставшееся в рукописи) «De  dominio private nec non publico apud Romanos historica commentatio». В 1853 году был возведён в звание экстраординарного профессора по кафедре полицейского права, в 1854 году занял  кафедру энциклопедии законоведения и русских государственных  законов, продолжая преподавать историю  русского права и международное право; в 1856 году он был возведён в звание ординарного профессора и перемещён, в связи с переходом Д. И. Мейера в Петербург, на кафедру  гражданского права и судопроизводства.
В 1858 году перешёл в Императорский Харьковский университет; сначала был назначен ординарным профессором по кафедре полицейского  права, а затем в 1862 году перешёл на кафедру гражданского права, продолжая, однако, преподавание права полицейского.
В 1866 году приглашён на кафедру гражданского права и судопроизводства в Императорский Санкт-Петербургский университет, которую и занимал до 1876 года, когда, по выслуге 30-летнего срока, был уволен от службы  при университете с званием заслуженного профессора. До этого, в 1871 году исправлял должность ректора, в 1873 году был избран деканом юридического факультета.
С 1867 года читал гражданское право в Александровском лицее (до 1874). Также преподавал в Училище правоведения, где был ординарным профессором и членом Совета.
В ноябре 1868 года был произведён в действительные статские советники; с 17 апреля 1878 года — тайный советник.
В 1879 году за сочинение «Обычное гражданское право в России» (2 тома: 1877 и 1879 гг.) он был удостоен полной премии имени графа Сперанского.
С. В. Пахман был одним из учредителей Петербургского юридического общества и со времени учреждения в 1877 году до 1893 года непрерывно избирался товарищем председателя.
В 1881—1882 годах читал на Высших женских курсах «обзор учреждений частного гражданского быта».
Целый ряд публичных лекций он прочитал в Туле, Казани и Харькове.
В июне 1882 года был назначен сенатором и присутствовал во 2-м общем собрании сената; некоторое время работал в комиссии по составлению русского гражданского уложения.
Пять университетов поднесли С. В. Пахману дипломы на звание почётного члена: Санкт-Петербургский, Казанский, Харьковский, Св. Владимира в Киеве и Новороссийский.
Умер в ночь с 28 на 29 ноября 1910 года. Похоронен на Никольском кладбище Александро-Невской лавры.

## Научная деятельность

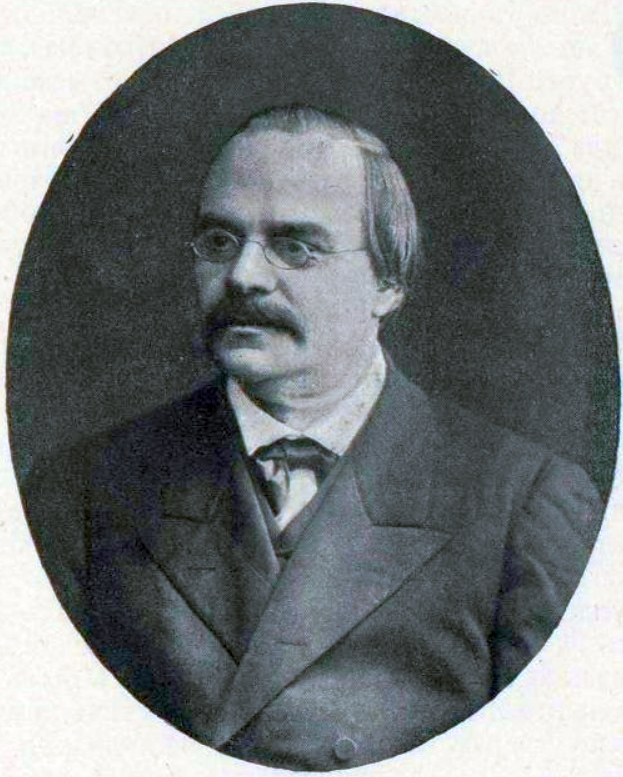
С.В. Пахман

### Теоретические воззрения
Последовательный и убеждённый представитель формально-логической догматической юриспруденции, Пахман, признавая законность существования рядом с догмой права философской теории права, отрицает возможность сведения догмы до степени искусства, существующего в интересах применения права, и подчинения выводов догмы источникам положительного права. Догма права — самостоятельная научная отрасль: её задача — изучение общего формально-логического строя юридических институтов независимо от их бытового содержания. По мнению Пахмана, исторические видоизменения институтов не так значительны, чтобы следовало отказаться от некоторой системы постоянных общечеловеческих основ гражданского права, вытекающих из понятия человеческой личности и коренных свойств человеческой природы, например, эгоистического чувства. Теоретические воззрения С. В. Пахмана были подвергнуты серьёзной научной оценке в этюде С. А. Муромцева «Что такое догма права?».

## Награды
- орден Св. Станислава 2-й ст. (1860)
- орден Св. Анны 2-й ст. (1863)
- орден Св. Владимира 3-й ст. (1870)
- орден Св. Станислава 1-й ст. (1873)
- орден Св. Анны 1-й ст. (1875)
- орден Св. Владимира 2-й ст. (1881)
- орден Белого орла (1883)
- орден Св. Александра Невского (1891)